# ZNK Pomurje
El ZNK Pomurje és un club femení de futbol de Beltinci, a Eslovènia. Va guanyar el seu primer títol de Lliga a la temporada 2005/06, i des de la 2011/12 ha dominat el campionat amb cinq títols consecutius.

## Palmarès
- 6 Lligues d'Eslovènia
  - 05/06 - 11/12 - 12/13 - 13/14 - 14/15 - 15/16
- 6 Copes d'Eslovènia
  - 04/05 - 06/07 - 11/12 - 12/13 - 13/14 - 15/16

| Edició |                | 1ª Fase previa ¹  | 2ª Fase previa ¹ | Quarts de final | Semifinals | Final |
| ------ | -------------- | ----------------- | ---------------- | --------------- | ---------- | ----- |
| 06/07  |                | Rapide Wezemaal ¹ |                  |                 |            |       |
| Edició | Fase previa ¹  | Setzens de final  | Vuitens de final | Quarts de final | Semifinals | Final |
| 12/13  | FC Zürich ¹    |                   |                  |                 |            |       |
| 13/14  | Unia Racibórz  |                   |                  |                 |            |       |
| 14/15  | Parnu JK ¹     | Sassari Torres    |                  |                 |            |       |
| 15/16  | Olimpia Cluj ¹ |                   |                  |                 |            |       |
| 16/17  | FC Zürich      |                   |                  |                 |            |       |

- ¹ Fase de grups. Equip classificat pillor possicionat en cas d'eliminació o equip eliminat millor possicionat en cas de classificació.